# Bandera personal de la reina Isabel II
La bandera personal de la reina Isabel II fue utiliza por la reina británica en los países de la Mancomunidad de Naciones que no eran reinos de la Mancomunidad, y en algunos de los reinos también. Fue creada en 1960 y utilizada por primera vez en 1961 para la visita de la reina a la India.

## Descripción
La bandera tiene una la letra "E" con una corona de oro, rodeada por una guirnalda de rosas de oro sobre fondo azul, con una franja dorada. La corona es un símbolo del rango y dignidad de la reina, mientras que las rosas simbolizan los países de la Mancomunidad.
El diseño fue utilizado como disco y apareció en los estandartes reales de Australia, Jamaica, Canadá y Nueva Zelanda, y también de Sierra Leona, Malta, Trinidad y Tobago, Mauricio y Barbados hasta que se convirtieron en repúblicas durante el reinado de Isabel II.

## Historia
La bandera fue creada a petición de la reina en diciembre de 1960 para simbolizarla como individual y no asociar su papel como soberana de cualquier reino de la Mancomunidad en particular.
Con el tiempo, la bandera comenzó a ser utilizada en lugar del estandarte real cuando la reina visitó los países de la Mancomunidad en el que no estaba jefe de Estado, y también los reinos de la Mancomunidad donde no tuvo un estandarte específico. La bandera fue utilizada también para las ocasiones de la Mancomunidad en el Reino Unido, y simbolizada el papel de la reina como Jefe de la Mancomunidad. Cuando la reina visitó la Marlborough House, en Londres, sede de la Secretaría de la Mancomunidad, su bandera personal fue eleva y no el estandarte real.
La bandera cayó en desuso tras el fallecimiento de la reina Isabel II el 8 de septiembre de 2022.

## Galería

Estandarte real de Isabel II del Reino Unido (1944-1952)
Estandarte real de Isabel II del Reino Unido (1944-1952), versión usada en Escocia.